# Aurelio Teno

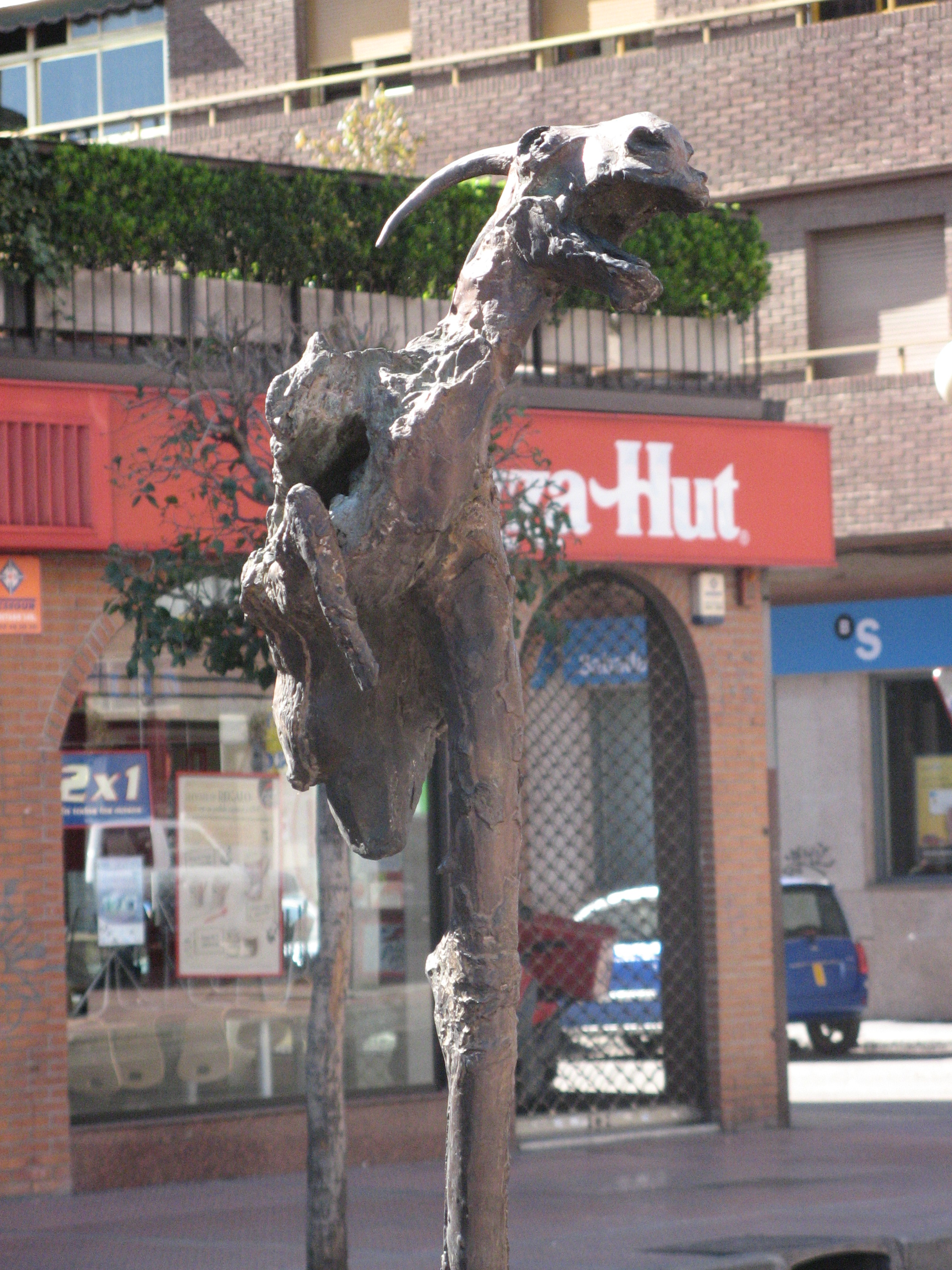
Obra en el Museo de Escultura al Aire Libre en Alcalá de Henares (Madrid).

Aurelio Teno Teno (Mina del Soldado (Córdoba, España), 7 de septiembre de 1927 - Córdoba (España), 1 de febrero de 2013) fue un escultor y pintor español. Destacó por sus interpretaciones de Don Quijote, como la que lo imagina —montado en el corcel Clavileño— como el primer cosmonauta de la historia.

## Biografía
Aurelio Teno Teno nació el 7 de septiembre de 1927 en las Minas del Soldado (Villanueva del Duque - Córdoba).
Entre 1936 y 1943 vivió en Córdoba donde se formó artísticamente. Primero como aprendiz en el taller del escultor Amadeo Ruiz Olmos, después en un taller de platería, y desde 1939 en la Escuela de Artes y Oficios de Córdoba, donde estudió pintura y dibujo. 
En 1950 se traslada a Madrid para trabajar como orfebre, y posteriormente a París donde vivirá diez años. Allí amplía estudios de bellas artes, recibiendo influencias de Giacometti y del expresionismo. Celebra varias exposiciones de pintura en las galerías Salón del Art Libre, Palais des Beaux Arts y otras. Paralelamente, se dedica a la creación de joyas-esculturas.
En 1965 regresa a Madrid, aunque instala su estudio en el Molino del Cubo (Ávila) donde investiga sobre nuevos procedimientos plásticos. Expone en el Ateneo de Madrid sus polémicas esculto-pinturas. A partir de este año, inicia una serie de exposiciones internacionales en Copenhague, París, New York, Rabat y San Luis (Misuri).
En 1976 consolida su prestigio internacional como escultor monumental al ganar el concurso para realizar la escultura de Don Quijote, que se levantaría ante el Kennedy Center de Washington, en competencia con Salvador Dalí y José de Creeft.
Finalmente instala su taller, y un museo dedicado a su obra, en el antiguo monasterio de Pedrique (cerca de Villaharta), en el término municipal de Pozoblanco, así como un parque que lleva el nombre del artista. El Ayuntamiento ha creado una fundación para la preservación del legado artístico de Teno.
Falleció en Córdoba, el 1 de febrero de 2013 a los 84 años, tras haber estado internado en el hospital de la Cruz Roja de la zona por dolencias cardíacas.

## Obra

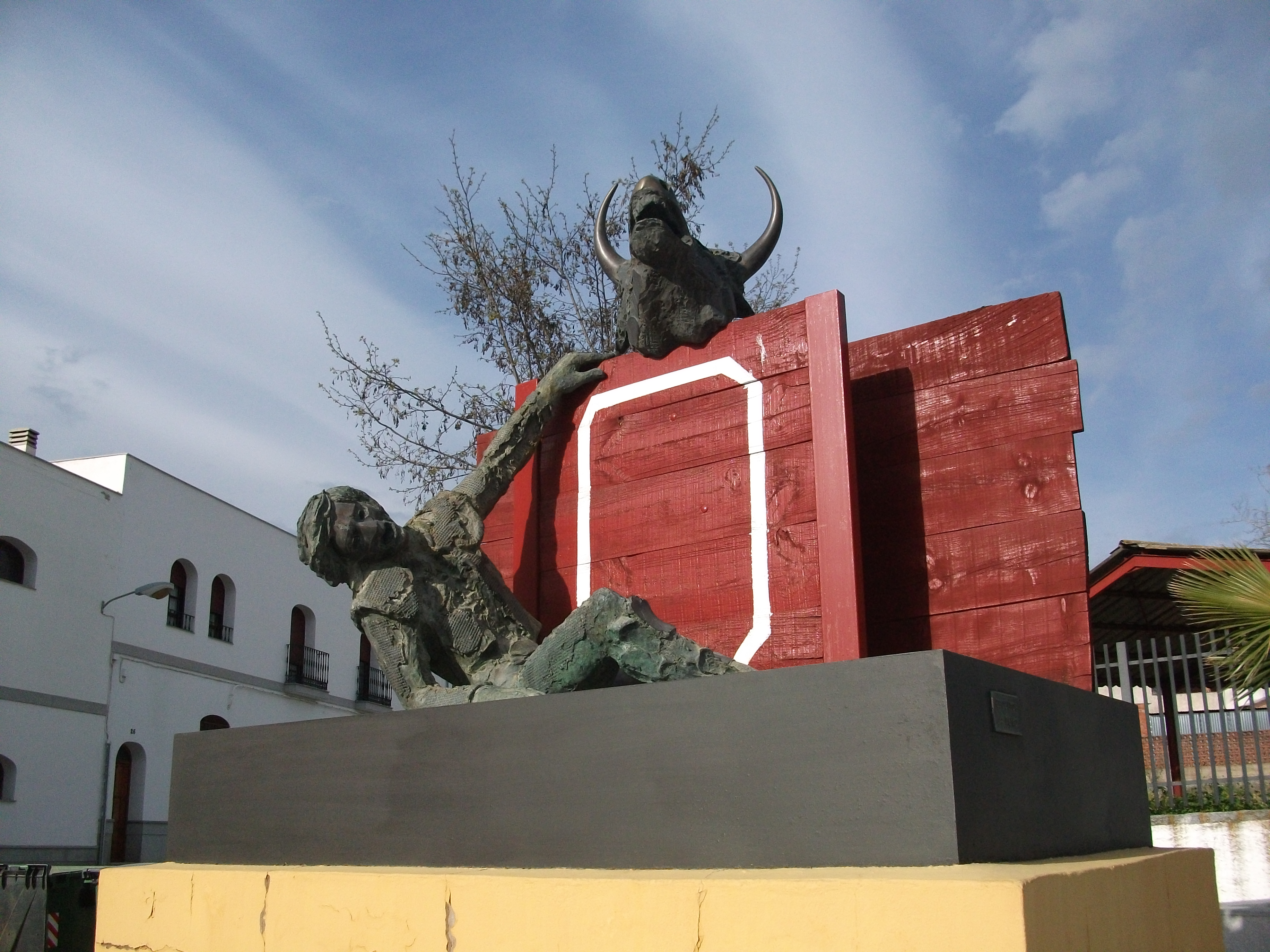
La gran corná. Monumento a Paquirri en la Plaza de Toros de Pozoblanco.

Ha realizado muestras individuales en España, Francia y Estados Unidos. También se ha dedicado a la pintura y al diseño de joyas. Algunas de sus obras monumentales superan fácilmente los 200 kg.
- La ofrenda a San Onofre, monasterio de Pedrique.
- Rapto de Europa (sobre la carretera N-340, a la entrada de Nerja, España, conmemorando el ingreso de España en la Unión Europea, 1986).
- Poder de alturas (a ser emplazado en Punta de Teno, Tenerife).
- Cristo en bronce (Iglesia del Salvador, Nerja).
- Fuente Génesis de Gredos (conjunto escultórico con dos águilas de bronce sobre piedra en San Esteban del Valle, España).
- Escultura del Museo de esculturas al aire libre de Alcalá de Henares.
- Homenaje a la Lengua Española (Leganés).
- Escultura de la carretera N-502 (en el Puerto del Calatraveño, en El Viso).
- Monumento de Oceanus a Emérita.
- Monumento a Fuente Obejuna.
- Toro en celo (1972).
- Estatuilla de los premios Encina de Los Pedroches.
- Estatuilla de los premios Andalucía de la Crítica.
- Monumento a San Rafael (Villaharta,2010).
- Monumento al aguador. Plaza de la Romanilla, Granada.
- La gran corná, monumento a Paquirri en la plaza de toros de Pozoblanco.[6]

### Quijotes

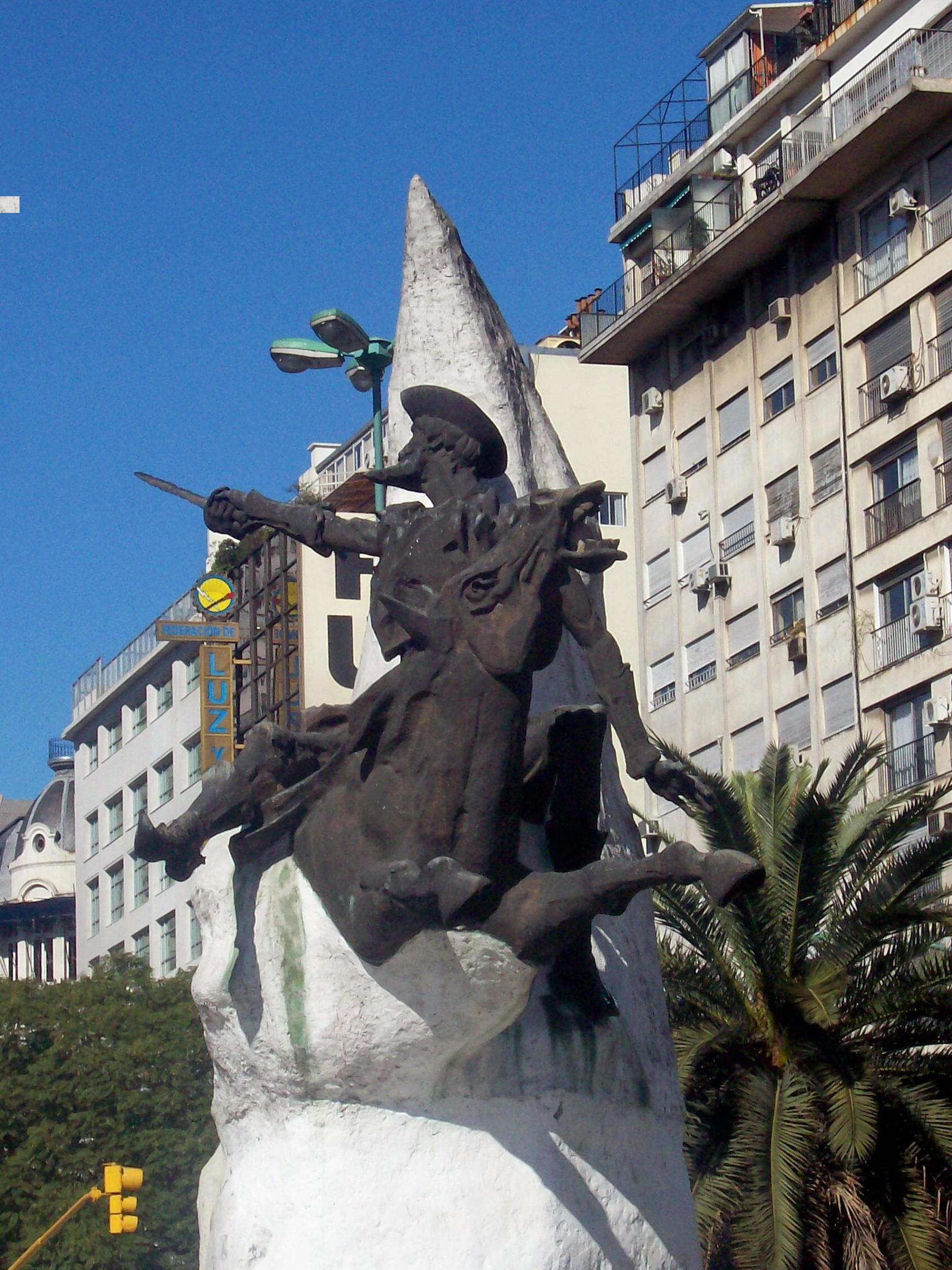
Homenaje al Quijote (Buenos Aires)

- Homenaje al Quijote (Intersección de las Avenidas de Mayo y 9 de Julio, Buenos Aires, Argentina, ofrecido por España para el cuarto centenario de su segunda fundación, 1980)
- Monumento a Don Quijote (Centro Kennedy, Washington D. C., EE. UU., ofrecido por España para el bicentenario de Estados Unidos)
- Monumento al Quijote (Recinto Ferial de Pozoblanco (Córdoba))
- Soñador de letras (2004, realizado en fibra de vidrio, poliéster y aluminio)
- Quijote armado (1990)
- Las bodas de Camacho
- La danza de los encantadores
- La búsqueda
- El grito
- Para alcanzar la estrella inalcanzable
- Un mundo mejor

### Exposiciones
- «Quijotes por la Paz», Palacio y huerta de Orive y «Efigies subconscientes de don Quijote», de menor tamaño, Delegación de Cultura de la Junta de Andalucía, desde el 3 de noviembre de 2005 al 8 de enero de 2006. Córdoba.
- Esculturas al aire libre en la plaza de España de Santa Cruz de Tenerife (mayo de 2005)

## Reconocimiento
- Medalla del Premio Diamonds Internacional en diseño de joyas en EE. UU. (1966)
- Medalla de Oro en diseño de joyas en Múnich (1970)
- Ganador del Concurso para realizar el monumento a Don Quijote del Kennedy Center en Washington (1976)
- Miembro del Centro Internacional de Escultura de Washington (1978) Homenaje en Washington, Detroit y Houston.
- Miembro de la Real Academia de Córdoba (1993)
- Premio al Cordobés del siglo XX (1998)
- Premio al Cordobés de los Cordobeses.
- Medalla de Oro a las Bellas Artes, Premio Averroes (2009)
- Miembro de la Real Academia de Ecija, Sevilla (2010)[7]